# Dazomet
Le dazomet est un herbicide, un fongicide et un nématicide.

## Utilisation
Il est utilisé  à des doses de 500 kg/ha. La formule commerciale (tel que le Basamid) se présente sous forme de granulés contenant 98 % de principe actif.